# Antonio Palella
Antonio Palella (San Giovanni a Teduccio, 8 ottobre 1692 – Napoli, 7 marzo 1761) è stato un compositore e clavicembalista italiano.

## Biografia
Quasi nulla si conosce della sua vita. Studiò musica al Conservatorio di Sant'Onofrio a Porta Capuana, dove nel 1720 - rappresentò l'azione sacra (tragedia) in 3 atti I due martiri mori, il suo primo lavoro conosciuto. Nell'estate del 1721 presentò l'oratorio Li scherzi delle Grazie. Successivamente fu attivo come secondo clavicembalista presso il Teatro San Carlo, dove si occupava anche di revisionare le opere di altri compositori da mettere in scena; si ricordano in particolare le sue rielaborazioni di tre lavori di Johann Adolf Hasse, Tigrane, Ipermestra e Tito Vespasiano. Compose e rappresentò anche alcune opere buffe al Teatro Nuovo e al Teatro dei Fiorentini.
Nonostante il nome di Palella sia poco noto in ambito musicale, egli ebbe grande importanza nella storia dell'opera buffa. Nei suoi lavori inserì molte innovazioni: di rilievo fu la sostituzione del napoletano, usato abitualmente, con l'italiano. Questa innovazione permise alle sue opere di essere rappresentate anche nelle città dell'Italia settentrionale, iniziando così la diffusione dell'opera comica napoletana. Rivoluzionarie furono anche le arie contenute nelle sue opere, le quali appartengono allo stile del primo classicismo.

## Lavori
- I due martiri mori (tragedia sacra, libretto di Ignazio Maria Mancini, 1720, Napoli; in collaborazione con Costantino Roberto)
- Li scherzi delle Grazie (oratorio, libretto di T. Stasi, 1721, Napoli)
- L'Origille (opera buffa, libretto di Antonio Palomba, 1740, Teatro Nuovo (Napoli)), 25 arie, 1 duetto nell'Archivio di Stato, Bologna, Malvezzi-Campeggi IV 86/746 x, 1 aria a Londra, British Library, Add. 14157)
- L'incanti per amore (opera buffa, libretto di Pietro Trinchera, 1741, Teatro Nuovo di Napoli)
- Il trionfo del valore (recitativi) (commedia per musica, libretto di Antonio Palomba, 1741, Napoli; in collaborazione con Nicola Porpora e Giampaolo di Domenico)
- Il chimico (commedia per musica, libretto di A. Palomba, 1742, Napoli, 2 arie in London, British Library, Add. 14157)
- Il geloso (opera buffa, libretto di Domenico Macchia, 1751, Napoli)
- Salve Regina per contralto, 2 violini e basso continuo (ms. in San Severo, Archivio capitolare)
- 3 Concerti per flauto ed archi
- Arie e cantate